# Overberg (dystrykt)
Overberg – dystrykt w Republice Południowej Afryki, w Prowincji Przylądkowej Zachodniej. Siedzibą administracyjną dystryktu jest Bredasdorp.
Dystrykt dzieli się na gminy:
- Theewaterskloof
- Overstrand
- Cape Agulhas
- Swellendam